# Джеймс Френсіс Едвард Кейт
Джеймс Френсіс Едвард Кейт (англ. James Francis Edward Keith), також відомий як Якоб фон Кейт (нім. Jakob von Keith) (нар. 11 червня 1696, Пітергед, Шотландія — пом.14 жовтня 1758, Гохкірх, Саксонія) — шотландський дворянин, головний командир Малоросійського тимчасового Правління гетьманського уряду (з 6 липня 1740 по 1741 рр.) у Глухові, генерал-аншеф на російській військовій службі, прусський генерал-фельдмаршал (1747 р.) та засновник масонства в Російській імперії в 1732 році.

## Походження
Походив із знатного шотландського роду, що є рідним Стюартам, мав титул графа Кінтора. Разом з родичами Джеймс Кейт намагався посадити на шотландський трон Джеймса Стюарта — сина поваленого короля Джеймса VII.
Однак після придушення повстання якобітів в 1719 році втратив усі титули і маєтки та втік до Франції. З 1722 по 1725 рр. жив у Парижі і займався науковою діяльністю.
Потім переїздить до Іспанії. У 1727 році бере участь в під час війні з Англією.

## Служба в Російській імперії
В 1728 році Джеймс Кейт переїздить до Російської імперії та отримує звання генерал-майора. В 1730—1734 роках він керує Ізмайловським полком. В 1734 році відзначився керівництвом полком українських козаків у війні за польську спадщину з прихильниками Станіслава Лещинського.

### Організація масонства
Шотландець у 1734 році значиться майстром петербурзької ложі. Загалом, він вважається засновником масонства в Російській імперії.
Також він бере активну участь у Російсько-турецькій (1735—1739 рр.) війні, за що отримує звання генерал-аншефа (у 1737 році). Він проявив себе в 1737 році під час захисту Очакова від облоги турецької армії. Але був поранений. Джеймс Кейт мав репутацію одного з найбільш здібних офіцерів в російській армії та ліберального суспільного адміністратора.

### Керівництво Лівобережною Україною
У 1739—1741 рр. Джеймс Кейт стає Великим Провінційним Майстром масонерії Російської імперії.
6 липня 1740 року Джеймс Кейт призначають у Глухові Головним командиром Правління гетьманського уряду. Цю посаду перший іноземець обіймає до 1741 року. В цей час він посвячує до масонства представників української аристократії. В історію він увійшов, як мудрий, чесний i шляхетний керівник. Він прагне відстоювати права українців в Російській імперії, показуючи приклад гуманного правителя.

### Військова доблесть на службі
Виїхавши з Глухова він знову повертається на війну. Тепер — зі шведами у 1741—1743 рр.
У 1742 році Д. Кейт нагороджується орденами Андрія Первозванного та Олександра Невського.
У 1744 році призначається комендантом Ревеля (теперішній Таллінн). А через три роки у 51-річному віці (у 1747 році) виходить у відставку. Нібито через образу на російський уряд за відмову у в'їзді до Російської імперії його брата Джорджа.

## Прусський період
Однак, у 1747 році починає військову службу в Пруссії. Прусський король Фрідріх Великий, що також був масоном, дає йому звання прусського фельдмаршала. В 1749 році призначається губернатором Берліна. В жовтні цього року отримує Орден Чорного Орла.
Одночасно, Джеймс Кейт повертається до наукової діяльності і входить до Прусської академії наук.

## Загибель
Не дивлячись на вік, Джеймс Кейт і надалі бере активну участь у військових діях в ході Семирічної війни. У 1757 році він командував частинами прусської армії під час битви під Прагою. Потім успішно організував оборону міста Лейпциг в умовах переважаючих сил противника.
Однак, 14 жовтня 1758 року в битві при Хохкірхе отримує смертельне поранення двома кулями і помирає на полі бою.